# Prouilly

Prouilly este o comună în departamentul Marne, Franța. În 2009 avea o populație de 575 de locuitori.